# Първо Наумово житие
Първото Наумово житие е старобългарско агиографско произведение - най-старото житие на българския средновековен учен, книжовник и светец Наум Охридски. Написано е в първата половина на X век от неизвестен автор, непосредствен ученик на Климент Охридски. Запазено е в единствен препис от XV век.

## Ръкопис
От житието е запазен един ръкопис от XV век. Преписът е открит в 1906 година от професор Йордан Иванов в Зографския манастир, където продължава да се съхранява. Преписът е на лист 308, в Пролог № 47 и е създаден в Пископие в Дебърско, от поп Иван Милошев и брат му Никола. Житието е обнародвано в 1908 година от Иванов в труда му „Български старини из Македония“. По-късно ръкописът е пресниман и издаден от Пьотър Лавров, а в 1911 година житието е преведено и издадено на латински от Франтишек Снопек.
Ръкописът е написан с полуустав с безюсов правопис.